# Plaza del Padre Ángel de Carcagente
La plaza del Padre Ángel de Carcagente, también conocida como plaza de Ciudad de Asís o plaza del Padre Ángel, se encuentra en la ciudad española de Alicante, en el barrio de Ciudad de Asís.
Debe su nombre al fraile capuchino Padre Ángel de Carcagente, fundador de los barrios alicantinos de Ciudad de Asís y Divina Pastora en la década de 1950.

## Descripción
Se trataba previamente de una manzana no urbanizada de forma rectangular muy amplia, con edificios circundantes de escasa altura. El proyecto original de urbanización data de mayo de 1975 y fue realizado por el arquitecto municipal honorario Emilio Alberola Alemañ. La construcción fue aprobada en enero del siguiente año y un mes más tarde comenzaron las obras. Aunque su finalización se vio retrasada por una crisis en el sector de la construcción, prácticamente quedó urbanizada antes de las fiestas de las Hogueras de San Juan del mes de junio, fecha prevista inicialmente. En la plaza se crearon tres zonas pavimentadas rectangulares unidas, pero con funcionalidades específicas, así como un escenario.
Inicialmente fue nombrada, a falta de nomenclatura oficial, como plaza de Ciudad de Asís, aunque con anterioridad fuera conocida como de León XIII.